# 一期一会 キミにききたい!
『一期一会 キミにききたい!』（いちごいちえ キミにききたい!）は、2006年4月7日から2009年3月28日までNHK教育テレビで放送されたリアリティ番組である。

## 概要
この番組は、25歳までの価値観の異なる若者同士が一定期間をともに過ごし、互いに異なる価値観の理解と共有を図るという主旨で制作された。自分には無い境遇の人物との対話や生活の一部を体験することによって、一方もしくは双方の考え方にどのような変化が表れるかに焦点を当てた。
「イチゴさん」側の若者が「イチエさん」側の若者の活動エリアへ向かうのが定番のスタイルだったが、稀にイチエさん側がイチゴさん側の活動エリアへ出掛けていく場合もあった。また、2人で共同作業をするミッションが与えられる場合もあった。

## 放送時間

### 本放送
- 毎週金曜日 23:30 - 24:00 （2006年4月7日 - 2007年3月9日）
- 毎週土曜日 22:25 - 22:55 （2007年4月7日 - 2009年3月28日）

### 再放送
- 毎週土曜日 11:15 - 11:45 （2006年4月8日 - 2007年3月31日）
- 毎週木曜日 19:25 - 19:55 （2007年4月5日 - 2008年3月27日）
- 毎週火曜日 24:45 - 25:15 （2008年4月1日 - 2009年3月17日）

## テーマ曲
心音風景（サンボマスター）

## スタッフ
- ナレーション - 原田泰造（ネプチューン）
- オープニングタイトル - 箭内道彦